# 빛의 물방울/Touch
〈빛의 물방울/Touch〉(일본어: ヒカリノシズク/Touch ヒカリノシズク/タッチ[*])는 NEWS의 19번째 싱글이다.

## 개요
타이틀 곡 〈빛의 물방울〉은 카토 시게아키가 출연하는 후지 TV 계열 드라마 《우산을 갖지 않는 개미들은》의 주제가이다.

## 수록곡

### 초회 “빛의 물방울”반
CD
1. ヒカリノシズク / 빛의 물방울
작사·작곡·편곡: take4 / 스트링스 어레인지: 이가라시 코지
  - 후지 TV 계열 드라마 《우산을 갖지 않는 개미들은》 주제가
2. Touch
작사·작곡·편곡: TAKA3
  - 닛센 CM 타이업 송

DVD
1. 〈ヒカリノシズク〉 Music Clip & Making

### 초회 “Touch”반
CD
1. Touch
2. ヒカリノシズク / 빛의 물방울

DVD
1. 〈Touch〉 Music Clip & Making

### 통상반
CD
1. ヒカリノシズク / 빛의 물방울
2. Touch
3. 星の旅人たち / 별의 여행자들
작사·작곡: take4, BANSE1 / 편곡: 타카하시 료
4. whis・per
작사: Ryohei Yamamoto / 작곡: Fredrik “Figge” Bostrom, 카와구치 스스무 / 편곡: 이시즈카 토모키
5. ヒカリノシズク (オリジナル・カラオケ)
6. Touch (オリジナル・カラオケ)